# Grecja na Zimowych Igrzyskach Olimpijskich 2018
Grecja na Zimowych Igrzyskach Olimpijskich 2018 – występ kadry sportowców reprezentujących Grecję na igrzyskach olimpijskich w Pjongczangu w 2018 roku.
W kadrze znalazło się czworo zawodników – dwóch mężczyzn i dwie kobiety. Reprezentanci Grecji wystąpili w siedmiu konkurencjach w dwóch dyscyplinach sportowych – biegach narciarskich i narciarstwie alpejskim.
Funkcję chorążego reprezentacji Grecji podczas ceremonii otwarcia igrzysk pełniła Sofia Rali, a podczas ceremonii zamknięcia – Joanis Andoniu. Zgodnie z tradycją reprezentacja Grecji weszła na stadion olimpijska jako pierwsza podczas ceremonii otwarcia i zamknięcia.
Był to 19. start reprezentacji Grecji na zimowych igrzyskach olimpijskich i 48. start olimpijski, wliczając w to letnie występy.

## Skład reprezentacji

### Biegi narciarskie
| Konkurencja                                         | Zawodnik          | Kwalifikacje | Kwalifikacje | Ćwierćfinały | Ćwierćfinały | Półfinały | Półfinały | Finały  | Finały  | Finały  |
| Konkurencja                                         | Zawodnik          | Czas         | Miejsce      | Czas         | Miejsce      | Czas      | Miejsce   | Czas    | Strata  | Miejsce |
| --------------------------------------------------- | ----------------- | ------------ | ------------ | ------------ | ------------ | --------- | --------- | ------- | ------- | ------- |
| Bieg indywidualny kobiet na 10 km stylem dowolnym   | Maria Danu        | —            | —            | —            | —            | —         | —         | 31:04,1 | +6:03,6 | 76.     |
| Sprint indywidualny mężczyzn stylem klasycznym      | Apostolos Angelis | 3:47,10      | 74. nq       | NQ           | NQ           | NQ        | NQ        | NQ      | NQ      | 74.     |
| Bieg indywidualny mężczyzn na 15 km stylem dowolnym | Apostolos Angelis | —            | —            | —            | —            | —         | —         | 38:56,4 | +5:12,5 | 81.     |

### Narciarstwo alpejskie
| Konkurencja            | Zawodnik       | Przejazd 1 | Przejazd 1 | Przejazd 2 | Przejazd 2 | Czas łączny | Miejsce |
| Konkurencja            | Zawodnik       | Czas       | Miejsce    | Czas       | Miejsce    | Czas łączny | Miejsce |
| ---------------------- | -------------- | ---------- | ---------- | ---------- | ---------- | ----------- | ------- |
| Slalom kobiet          | Sofia Rali     | 57,95      | 48.        | 57,49      | 44.        | 1:55,44     | 44.     |
| Slalom gigant kobiet   | Sofia Rali     | 1:22,46    | 58.        | 1:19,20    | 52.        | 2:41,66     | 52.     |
| Slalom mężczyzn        | Joanis Andoniu | DNF        | DNF        | DNS        | DNS        | DNF         | DNF1    |
| Slalom gigant mężczyzn | Joanis Andoniu | 1:17,38    | 56.        | 1:15,92    | 43.        | 2:33,30     | 46.     |